# Osmoderma lassallei
Osmoderma lassallei är en skalbaggsart som beskrevs av Baraud och Tauzin 1991. Osmoderma lassallei ingår i släktet Osmoderma och familjen Cetoniidae. IUCN kategoriserar arten globalt som starkt hotad. Inga underarter finns listade i Catalogue of Life.